# Onofre Ametller
Onofre Ametller (s. XVI - s. XVII) fou el primer mestre de cant conegut de la parròquia de Santa Maria de Mataró, tal com consta a la documentació conservada del Consell de la Vila, on es troba l'acord del 12 de setembre de 1591, que diu que La universitat assumia els costos del magisteri del cant i de l'orgue, per als quals nomenava a Ametller: "mossèn Honofre Ametller per mestre de cant, mossèn Joan Pau Pujol per organista".